# Raimondo I di Bigorre
Raimondo I (spagnolo Raimundo, francese Raymond, catalano Ramon, e occitano Raymund; inizio secolo X – 956 circa) fu Conte di Bigorre dall'940 alla sua morte.

## Origine
Raimondo, secondo LA VASCONIE. TABLES GÉNÉALOGIQUES, era il figlio del Conte di Bigorre, Donat III Llop e della moglie, Lupa di Navarra, come viene confermato anche dal Codice di Roda.

Donat III Llop de Bigorra, secondo la Histoire de la Gascogne depuis les temps les plus reculés jusqu'à nos jours. Tome 1, era figlio del Conte di Bigorre, Llop I Donat e della moglie, di cui non si conoscono né il nome né gli ascendenti. 

Lupa di Navarra, secondo il Codice di Roda, era figlia illegittima del Re di Pamplona, Sancho I Garcés e di una sua ancella.

## Biografia
Suo padre, Donat III Llop, morì intorno all'anno 940 e secondo LA VASCONIE. TABLES GÉNÉALOGIQUES, Raimondo gli succedette come Raimondo I.

Nel 945, Raimondo fece una donazione all'abbaye des bénédictins de Saint-Savin en Lavedan e, nel documento n° V, del Cartulaire de l'abbaye des bénédictins de Saint-Savin en Lavedan (945-1175), si cita col titolo di conte di Bigorre (Raymundus Vigorritanus comes).
Verso il 950, Raimondo, secondo LA VASCONIE. TABLES GÉNÉALOGIQUES, dovette cedere un allodio al conte di Comminges, Arnaldo I di Carcassonne, in compenso ad alcuni danni arrecati alle proprietà del conte di Comminges.
Tra il 955 ed il 956, Raimondo, ancora secondo LA VASCONIE. TABLES GÉNÉALOGIQUES, fece delle donazioni alla chiesa di Sainte-Marie d'Auch, e, sempre secondo LA VASCONIE. TABLES GÉNÉALOGIQUES, in quello stesso anno morì.

## Matrimonio e discendenza
Raimondo, secondo LA VASCONIE. TABLES GÉNÉALOGIQUES, aveva preso moglie, verso il 930, e, secondo il Codice di Roda, era Garsenda, figlia di Arnaldo conte d'Astarac; ancora secondo LA VASCONIE. TABLES GÉNÉALOGIQUES, verso il 945 aveva sposato in seconde nozze Faquilena, anche lei figlia di Arnaldo conte d'Astarac; la questione non è molto chiara, in quanto Raimondo avrebbe sposato due sorelle, oppure, la stessa persona era stata chiamata in due modi diversi, come chiarisce la nota del Codice di Roda.

Dopo essere rimasta vedova, nel 958, Garsenda (Faquilena) d'Astarac sposò il cognato, Oriol († 997), antenato dei conti di Aura e visconti di Labart. 

Raimondo dalla moglie Garsenda (Faquilena) d'Astarac ebbe due figli:
- Luigi († 1000), Conte di Bigorre[8];
- Arnaldo († prima del 1000), padre del Conte di Bigorre, Garcia Arnaldo[13].

### Fonti primarie
- (LA)  Textos del Codice de Roda.
- (LA)  Cartulaire de l'abbaye des bénédictins de Saint-Savin en Lavedan (945-1175).

### Letteratura storiografica
- (FR)  LA VASCONIE.
- (FR)  Histoire de la Gascogne depuis les temps les plus reculés jusqu'à nos jours. Tome 1.